# أمريكا المفتوحة 2010 (كرة مضرب)
هنا قائمة ببطولات أمريكا المفتوحة لسنة 2010:

## الأبطال

### فردي رجال
رافاييل نادال هزم.  نوفاك ديوكوفيتش, 6–4, 5–7, 6–4, 6–2

### فردي سيدات
كيم كلايسترز هزمت.  فيرا زفوناريفا, 6–2, 6–1

### زوجي رجال
بوب براين /  مايك براين هزما.  روهان بوبانا /  عصام الحق قرشي, 7–6(5), 7–6(4).

### زوجي سيدات
فانيا كينغ /  ياروسلافا شافيدوفا هزمتا.  ليزيل هوبر /  ناديا بيتروفا, 2–6, 6–4, 7–6(4)

### زوجي مختلط
ليزيل هوبر /  بوب براين هزما.
 كفيتا بيشكه /  عصام الحق قرشي, 6–4, 6–4.

## وصلات خارجية
- الموقع الرسمي[وصلة مكسورة]